# Camille de Toledo
Œuvres principales
- Le Hêtre et le Bouleau (2009)
- Vies potentielles (2010)
- L'Inquiétude d'être au monde (2012)
- Le Livre de la faim et de la soif (2017)
- Thésée, sa vie nouvelle (2020)

Camille de Toledo, nom de plume d'Alexis Mital, né le 25 juin 1975, est un essayiste et écrivain français vivant à Berlin. Il est aussi plasticien, vidéaste et enseignant à l'ENSAV (La Cambre) à Bruxelles.

## Biographie

### Famille
Issu de la grande bourgeoisie lyonnaise, Alexis Mital est le fils de Gérard Mital, producteur de cinéma, et de Christine Mital, qui fut rédactrice en chef au Nouvel Observateur.
Il est le petit-fils d'Antoine Riboud,, fondateur et président du groupe Danone, et le petit-neveu du photographe Marc Riboud qui l’a initié à la photographie qu'il pratique souvent en vacances, ou de manière plus introspective à travers le selfie. Son oncle maternel, Franck Riboud, a été le PDG de Danone de 1996 à 2014.
Il a été élevé par une « mère de cœur », Marguerite Virey, dite « Mazet »[réf. nécessaire].
Le suicide de son frère Jérôme, le 1er mars 2005, à Paris, le marque durablement.

### Formation
Il étudie l'histoire et les sciences politiques à l’Institut d'études politiques de Paris, ainsi que le droit et la littérature à l’université de Paris (Paris Diderot) où il soutient une thèse sur le « vertige » sous la direction de Dominique Rabaté.
Après des études à la London School of Economics, il voyage aux États-Unis et en Amérique du Sud, et réalise plusieurs films documentaires avec son ordiphone.

### Nom de plume
Pour son nom de plume — Camille de Toledo —, il a emprunté le prénom de son arrière-grand-père maternel Camille Riboud, issu d'une riche famille protestante de la région lyonnaise et président de la Société lyonnaise de dépôts, qui se suicida en 1939. Le nom de Toledo est emprunté à sa grand-mère paternelle, Marguerite de Toledo, fille d'un pharmacien genevois issu d'une famille judéo-espagnole et d'une catholique italienne originaire des Pouilles.

### Parcours
En 2002, son premier court métrage de fiction, Tango de Olvido, est sélectionné au festival de Cannes. Il publie la même année son premier ouvrage, Archimondain Jolipunk ; confessions d'un jeune homme à contretemps, un essai mêlant des éléments de récit biographique salué notamment par Le Monde et Libération.
En 2004, il obtient la bourse de la Villa Médicis.
En 2005, il entreprend l’écriture de Strates décrite comme « une archéologie fictionnelle ». Sur quatre livres prévus pour cette tétralogie, deux sont parus : L’Inversion de Hieronymus Bosch (2005) et Vies et mort d’un terroriste américain (2007).
Camille de Toledo est l’auteur d’essais mêlant les écritures et les genres : récit autobiographique, critique, micro-fictions, dont Le Hêtre et le Bouleau, essai sur la tristesse européenne (2009). Il publie également en 2008 aux Presses universitaires de France une réponse sous forme d'essai au manifeste intitulé Pour une littérature-monde en français lancé en mars 2007. Intitulé Visiter le Flurkistan ou les illusions de la littérature-monde, c'est une charge en faveur d'une littérature libre de toute contrainte directement naturaliste ou réaliste, et qui relève bien plus fondamentalement de l’« archéologie des fictions humaines », que de l'expérience « réelle » et « authentique » du monde.
Il collabore régulièrement à la revue de philosophie, d’art et de littérature Pylône.
Au printemps 2008, il fonde avec Maren Sell la Société européenne des auteurs pour promouvoir une culture de toutes les traductions. C'est avec ce réseau, soutenu par des personnalités telles que Bruno Latour, Hélène Cixous, Juan Goytisolo et Mathias Enard, qu'il développe une « poétique de l'entre-des-langues », de la « traduction comme langue », dans le souci de « dénationaliser les champs littéraires et politiques ». Il fonde, notamment, la plateforme de traduction collaborative, tlhub.org et le projet de la Liste Finnegan. 
En mars 2011, son roman en fragments, Vies pøtentielles, paraît aux éditions du Seuil. C’est, selon Dominique Rabaté, « un tournant biographique et littéraire ».
Début 2012 paraît L'Inquiétude d'être au monde, un chant et une méditation sur l'état de l'Europe au début du XXIe siècle, qui tourne autour d'un « mythe noir », la tuerie d'Utøya, en Norvège par Anders Breivik.
En mars 2013, il écrit le livret et réalise les vidéos de l'opéra La Chute de Fukuyama, composé par Grégoire Hetzel, sur les attentats du 11 septembre 2001, à la salle Pleyel.
En 2014, Camille de Toledo lance le projet Mittel-Europa, de « narrations en art », qui est hébergé pendant un an au centre d'art de la Spinnerei, Halle 14, à Leipzig. Il y développe une écriture plastique et matérielle, prolongement de son écriture littéraire dans l'espace d'exposition. En mars 2015, il présente « L'Exposition potentielle » puis, en avril-mai, une réflexion sur la violence et l'Histoire, History Reloaded,, et finalement, un travail sur les relations entre utopie et dystopie « Europa-Eutopia ».
Il enseigne notamment à l'Atelier des écritures contemporaines de l'ENSAV (La Cambre) à Bruxelles.
En 2019, avec le Pôle Art et Urbanisme (Polau), à Tours, il lance une nouvelle « institution potentielle » : les Auditions du parlement de Loire, pour réfléchir à la personnalisation juridique des éléments de la nature et à la mise en place d'institutions inter-espèces. Il mène, par ailleurs, un cycle avec l'École urbaine de Lyon, l'association Arty Farty et la fête du livre de Bron autour de la notion d'enquête en art, en littérature et en sciences humaines.

### Vie privée
Il est marié à l'historienne franco-tunisienne Leyla Dakhli, chercheuse au CNRS,[réf. nécessaire] et vit désormais à Berlin ; il est père de trois enfants.

## Publications
Ses ouvrages sont traduits en Espagne, en Italie, en Allemagne et aux États-Unis.[réf. nécessaire]

### Essais – récits
- Archimondain Jolipunk ; confessions d'un jeune homme à contretemps, Calmann-Lévy, 2002
- Visiter le Flurkistan ou les illusions de la littérature monde, Editions PUF, 2007
- Le Hêtre et le Bouleau. Essai sur la tristesse européenne, Éditions du Seuil, coll. « La Librairie du XXIe siècle », 2009
- Les Potentiels du temps, Art & Politique, avec Aliocha Imhoff et Kantuta Quiros, Manuella éditions, 2016
- Le fleuve qui voulait écrire Les auditions du parlement de Loire, Les liens qui libèrent, 2021,  (ISBN 9791020910066)
- Une histoire du vertige, Verdier, 2023.

### Romans
- L'Inversion de Hieronymus Bosch, Verticales, 2005 Traduction espagnole sous le titre En época de monstruos y catástrofes (Au temps des monstres et des catastrophes), éd. Alpha Decay, trad. Juan Asis[28], 2012.
- Vies et mort d'un terroriste américain, Verticales, 2007
- Vies pøtentielles, micro-fictions, Seuil, coll. « La Librairie du XXIe siècle », 2011
- Oublier, trahir, puis disparaître, Seuil, coll. « La Librairie du XXIe siècle », 2014
- Le livre de la faim et de la soif, Gallimard, 2017
- Herzl. Une histoire européenne[29], avec Alexander Pavlenko (illustrations), Denoël Graphic, 2018  (ISBN 220713329X)
- Thésée, sa vie nouvelle, Verdier, 2020
- Le Fantôme d'Odessa, avec Alexander Pavlenko (illustrations), éd. Denoël Graphic, 2021  (ISBN 9782207144336)

### Recueil – chant
- L’Inquiétude d’être au monde, Verdier, coll. « Chaoïd », janvier 2012

### Livret d'opéra
- La Chute de Fukuyama, sur une musique de Grégoire Hetzel, créé en mars 2013 à Paris

## Vidéographie
- 2003 : The Story of My Brother, 26 min, vidéo issue de la série Vidéo-poème
- 2006 : Running Always, 10 min, vidéo issue de la série Cinéma pauvre
- 2007 : Vince, 26 ans, 10 min, vidéo issue de la série Cinéma pauvre
- 2011 : What Will Happen to Silence, 8 min, vidéo issue de la série Hantologies
- 2011 : How Many Pages, 5 min, vidéo issue de la série Hantologies
- 2013 : La Chute de Fukuyama, vidéographie de l'opéra